# Talmakante
Talmakante (en àrab تالمكانت, Tālmakānt; en amazic ⵜⴰⵍⵎⴽⴰⵏⵜ) és una comuna rural de la província de Taroudant, a la regió de Souss-Massa, al Marroc. Segons el cens de 2014 tenia una població total de 4.004 persones.